# Kulturbeutel

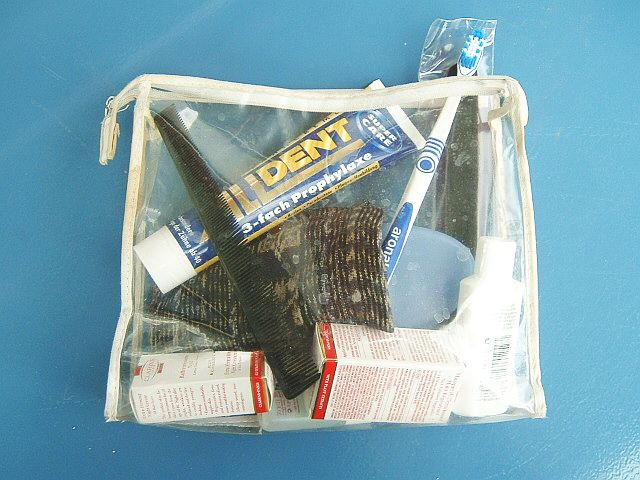
Kulturbeutel

Ein Kulturbeutel oder Necessaire ist ein kleiner Behälter zur Aufbewahrung von Hygiene-Artikeln, zum Beispiel Zahnbürste und Zahnpasta, oder Utensilien zur Nagelpflege wie Nagelfeile und Nagelschere. Der Beutel wird häufig auf Reisen mitgenommen, ist aber auch mit einem Handtuch Bestandteil der Feld- und Biwakausrüstung von Soldaten zur Körperpflege. Der Begriff Necessaire findet teilweise auch Anwendung für kleine Behälter für Nähzeug.

## Begriff

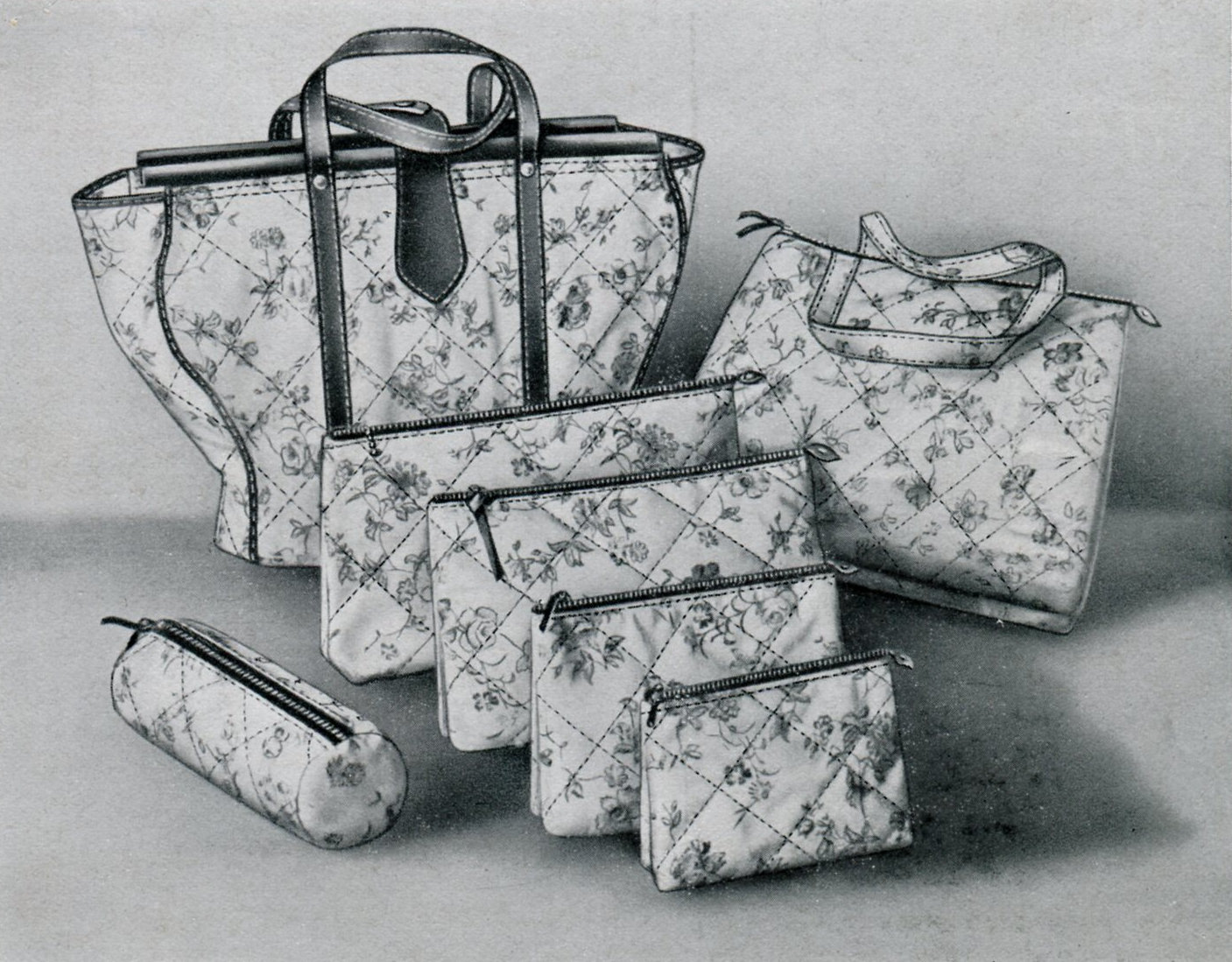
Kollektion Toilettentaschen und Kulturbeutel der Firma Keskari (etwa 1950er/1960er Jahre)

Die Bezeichnung ist erst seit Mitte des 20. Jahrhunderts im Gebrauch und beruht auf einer Verkürzung des Begriffs „Körperkultur“. Weitere gängige Ausdrücke für den Kulturbeutel sind Kulturtasche, Badetasche, Waschtasche, Waschbeutel und Toilettentasche. Im deutschen Sprachraum der Schweiz und im Rheinland ist der Ausdruck Necessaire ([nesɛˈsɛ:ɐ̯], von frz. nécessaire für „notwendig“) geläufig; eine veraltete Schreibweise ist Nessessär.
Im Russischen hat sich Nesesser (несессер) als Lehnwort etabliert. Fluggesellschaften verwenden für kostenlos an Passagiere verteilte Kulturbeutel bevorzugt die Begriffe amenity kit oder amenity bag anstelle der sonst im Englischen üblichen Bezeichnungen wie body hygiene kit, toilet bag oder travel kit.